# Штейнгейль, Вячеслав Владимирович
Барон Вячесла́в Влади́мирович Ште́йнгейль (12 мая 1823 года — 8 сентября 1897 года) — генерал от инфантерии, военный историк.

## Биография
Сын декабриста В. И. Штейнгейля. После ареста отца, императорским указом определён в казённые учебные заведения, затем поступил в 1-й кадетский корпус, откуда 5 августа 1841 года выпущен прапорщиком в Лейб-гвардии егерский полк, в котором дослужился до капитана. Был инспектором Александровского лицея в чине полковника.
В 1858 году Штейнгейль назначен редактором «Российской военной хроники» и тогда же приступил к составлению ценных хронологических таблиц всех частей войск России с 1550 до 1890 года. Издал альбом всех форм российских военных частей. Когда редакция «Российской военной хроники» слилась с «Магазином образцовых вещей» в «Музеум главного интендантского управления», Штейнгель был назначен управляющим этого «Музеума».
23 апреля 1861 года произведён в генерал-майоры, а 30 августа 1869-го — в генерал-лейтенанты.
С 1882 года являлся членом Военно-ученого комитета Главного штаба, активно сотрудничал в журналом «Военный сборник».
Имел ордена св. Станислава 1-й степени (1867 г.), св. Анны 1-й степени (1871 г.), св. Владимира 2-й степени (1872 г.) и Белого орла (1875 г.) и ряд иностранных орденов.

## Семья
Жена с 9.11.1855 Людмила Петровна Анжу (4.02.1834—15.06.1897), дочь адмирала Петра Федоровича Анжу. Дети:
- Софья Вячеславовна (27.12.1856— ?)
- Сергей Вячеславович (26.09.1858— ?)
- Мария Вячеславовна (9.11.1859— ?), замужем за Николаем Аркадьевичем Воеводским (1855— ?), статс-секретарем Е.И.В., егермейстером, членом Государственного совета Российской империи
- Ксения Вячеславовна

## Избранная библиография
- Императорская российская гвардия 1700—1878. Хронологические таблицы. — СПб., 1878.
- Настольный хронологический указатель постановлений, относящихся до устройства военно-сухопутных сил России 1550 до 1890. — СПб., 1890.
- Тысячелетие России. — СПб., 1862.